# Syntin
Syntin ist  eine organische Verbindung aus der Gruppe der Kohlenwasserstoffe, der drei hochgespannte Cyclopropanringe enthält. Er wurde als Raketentreibstoff verwendet.

## Darstellung und Gewinnung
Die Synthese von Syntin erfolgt in einer mehrstufigen Synthesesequenz, in der die einzelnen Cyclopropyleinheiten gebildet und verknüpft werden. Als Ausgangsverbindung kann das Hydroxypropylmethylketon verwendet werden, aus dem nach Umwandlung zum Chlorid, 5-Chlor-2-pentanon, durch nucleophile Substitution und anschließender Zyklisierung unter schwach basischen Bedingungen mit dem Cyclopropylmethylketon die erste Cyclopropyleinheit gebildet wird. Eine anschließende Dimerisierung in Gegenwart von Aluminiumtri-tert-butanolat führt zum 1,3-Dicyclopropyl-2-buten-1-on. Durch eine Umsetzung mit Hydrazinhydrat erhält man das 3,5-Dicyclopropyl-5-methyl-4,5-dihydro-1H-pyrazol. Aus diesem wird durch eine Destillation über Kaliumhydroxid bei 190 °C unter Stickstoffabspaltung der zentrale Cyclopropylring und somit die Zielverbindung gebildet. Aus der Synthese resultiert ein Isomerengemisch.
Eine Trennung der Isomere kann mittels präparativer Chromatographie erfolgen.

## Eigenschaften
Syntin ist eine farblose Flüssigkeit, die als Isomerengemisch unter Normaldruck bei 158 °C siedet. Unter reduziertem Druck von 6,5 kPa wird ein Siedepunkt von 80 °C beobachtet. Wegen der drei hochgespannten Cyclopropanringe hat das Molekül eine hohe Bildungsenthalpie von ΔfH°(l)= 131,6 kJ·mol−1 bzw. 966 kJ·kg−1 für das trans-Isomer sowie ΔfH°(l)= 134,1 kJ·mol−1 bzw. 984 kJ·kg−1 für das cis-Isomer. Es handelt sich somit um eine endotherme Verbindung mit einer hohen molaren Verbrennungsenthalpie von −6353,7 kJ·mol−1 für das trans-Isomer bzw. −6355,9 kJ·mol−1 für das cis-Isomer. Die Vorteile gegenüber herkömmlichen Kohlenwasserstoffen wie RP-1 bestehen in der größeren Dichte, geringeren Viskosität und der größeren Verbrennungsenthalpie.

## Stereochemie
Syntin enthält zwei Stereozentren an einem Cyclopropanring, so dass zwei trans- und zwei cis-Isomere existieren. In der Praxis ist nur das Gemisch der vier Stereoisomere relevant:

## Verwendung
Syntin wurde zum ersten Mal 1959 in der UdSSR synthetisiert. In den 1970er Jahren begann die Massenproduktion.
Syntin wurde in der Sowjetunion und in Russland ab 1982 als Treibstoff für die Sojus-U2-Rakete und den Buran eingesetzt. Es wurde in einem aufwendigen mehrstufigen synthetischen Prozess aus gewöhnlichen Kohlenwasserstoffen hergestellt. Nach dem Zerfall der Sowjetunion wurde die Produktion dieser Substanz aus Kostengründen eingestellt. Am 3. September 1995 fand mit Sojus TM-22, dem 71. und letzten Start einer Sojus-U2, auch der letzte Start einer mit Syntin betriebenen Rakete statt.
Die Verwendung von Syntin anstelle von RP–1 erhöhte den spezifischen Impuls der für Syntin speziell modifizierten Triebwerke RD–117 bzw. RD–118PF um 5 bis 8 s, was einer zusätzlichen Nutzlast von rund 200 kg entsprach.